# Кривицька Леся Сергіївна

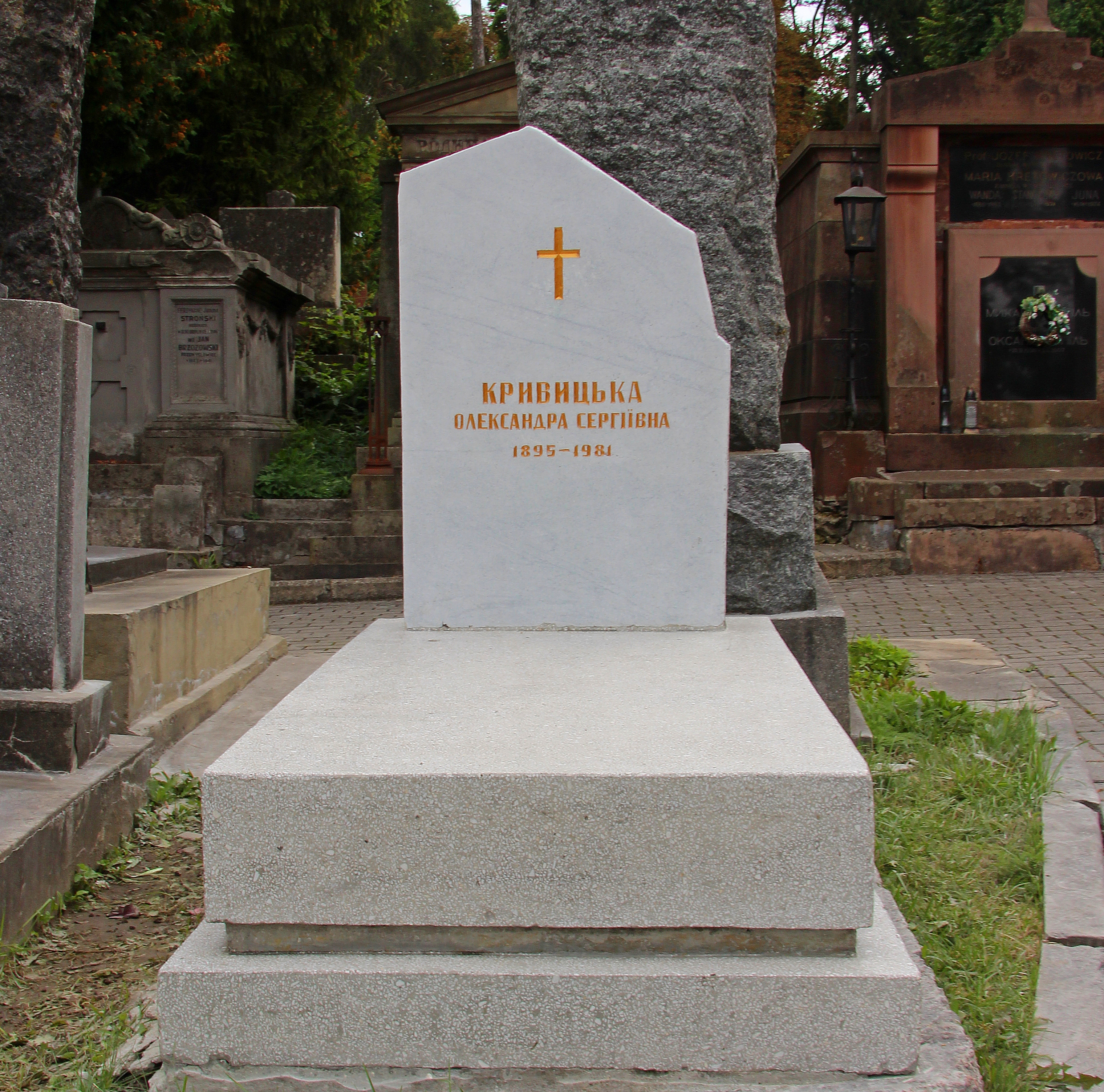
Надгробок на могилі Лесі Кривицької

Ле́ся (Олекса́ндра) Сергі́ївна Криви́цька (до шлюбу Єлисе́єва; нар. 16 (4) січня 1899, Чигирин — † 7 листопада 1983, Львів) — українська акторка, громадська діячка, авторка спогадів. Народна артистка УРСР (1954).

## Життєпис
Народилась 16 (4) січня 1899 в Чигирині. Батько працював в Одесі у трамвайному депо, а мати та шість їхніх доньок через матеріальну скруту жили в Чигирині. Там же Олександра навчалася в міському училищі й учительській семінарії.
Акторську діяльність почала 1916 року в трупі Сергія Пронського.
1918 року продовжила навчання у Київському музично-драматичному інституті ім. Миколи Лисенка. Під час навчання почала працювати в Театрі Миколи Садовського.
1919—1920 — акторка Державного народного театру УНР у м. Кам'янець-Подільський, який діяв під керівництвом Миколи Садовського. Згодом разом з театром була змушена виїхати на Галичину, а потім інтернована у таборі Домб'є поблизу Кракова.
З 1921 працює у Львові в мандрівних українських трупах: мандрівному театрі ім. І. Франка (1921—1922), Українському театрі під керівництвом Миколи Орла-Степняка (1922—1923), Українському театрі Володимира Демчишина (1924), Українському придніпрянському театрі (1925—1927), Новому українському театрі (1927), Українському театрі Й. Стадника (1927—1929), Українському театрі ім. І. Тобілевича під керівництвом В. Блавацького (1929—1934), у театрі «Заграва» (1934—1936), в Українському народному театрі ім. І. Котляревського (1938—1939).
Наприкінці вересня 1935 року у Вищому музичному інституті імені Миколи Лисенка (ВМІЛ) у Львові започатковано курс художнього декламування, який очолила Леся Кривицька. Трохи згодом вона стала керувати Драматичною студією ВМІЛ, яку при цьому інституті організували на місці Української драматичної школи (1922—1925). Така діяльність тривала до приходу радянської влади.
1940 — акторка Львівського українського театру ім. Лесі Українки.
На думку Б. Чайківського (співробітника Р. Шухевича), Леся Кривицька співробітничала з НКВС.
Під час німецької окупації 1941—1944 виступала в Українському театрі Львова.
1944—1973 — акторка Львівського українського драматичного театру ім. М. Заньковецької.
Володіла даром перевтілення в кожній ролі, могла бути ніжною і злою, ґротескною і трагедійною, відкритою, правдивою.
Була одружена з Яковом Кривицьким. Вдруге — з Василем Стельмахом. Похована на полі № 3а Личаківського цвинтаря у Львові.

## Ролі
- Наталка («Наталка Полтавка» І. Котляревського)
- Бояриня Ганна («Бояриня» Лесі Українки)
- Анна, Предслава («Украдене щастя», «Сон князя Святослава» І. Франка)
- Софія («Безталанна» І. Карпенка-Карого)
- Маруся («Маруся Богуславка» М. Старицького)
- Оксана, Наталія Семенівна («Доки сонце зійде, роса очі виїсть» М. Кропивницького)
- Доллі (оперета «Доллі» Г. Гірша)
- Леді Мілфорд («Підступність і кохання» Ф. Шіллера)
- Настуся, або ж Izabela («Кирка з Льолею» / «Львівська спокусниця» Ю. Косача)
- Зейнаб («Цариця Грузії» / «Зрада» О. Сумбатова)
- Ольга («Три сестри» А. Чехова)
- Кручиніна («Без вини винні» О. Островського)
- Ліда («Платон Кречет» О. Корнійчука)
- Любов («Любов Ярова» К. Треньова)
- Мати («Вій, вітерець!» Я. Райніса)
- Мати («Поступися місцем завтрашньому дню» В. Дельмар)
- Тьотя Мотя («Мина Мазайло» М. Куліша)
- Помикевичева («Човен хитається» Я. Галана)
- Черниця («Гайдамаки» Т. Шевченка)

## Власні спогади
- Повість про моє життя: (спогади артистки) / Леся Кривицька. — К.: Мистецтво, 1965. — 183 с.
- Слово про Миколу Садовського[недоступне посилання з липня 2019]
- На службі народного театру (1954)